# Joseph Laurent Philippe
Joseph Laurent Philippe (ur. 3 kwietnia 1877 w Rollingergrund, zm. 21 października 1956 w Luksemburgu) – luksemburski biskup rzymskokatolicki, sercanin, biskup ordynariusz luksemburski w latach 1935–1956.

## Życiorys

### Młodość
Joseph Laurent Philippe urodził się 3 kwietnia 1877 w luksemburskim miasteczku Rollingergrund. 

### Prezbiter
W dniu 28 maja 1904 roku otrzymał święcenia kapłańskie. 
Przez kilka lat był sekretarzem osobistym o. Leona Dehona. 
20 stycznia 1926 roku został wybrany na stanowisko generała Zgromadzenia Księży Najświętszego Serca Jezusowego. 

### Biskup
W dniu 25 kwietnia 1935 papież Pius XI mianował go biskupem-koadiutorem diecezji luksemburskiej. Sakrę biskupią przyjął w Bazylika św. Piotra w Rzymie z rąk kardynała Marchetti Selvaggiani w dniu 9 czerwca 1935. 
9 września 1935 roku, po śmierci bpa Petrusa Nommescha objął kanonicznie urząd biskupa Luksemburga stając się tym samym czwartym biskupem tejże diecezji. Jako dewizę biskupią przyjął słowa "Pro animabus vestris " (Dla dusz waszych). W związku z objęciem biskupstwa, 24 września 1935 roku złożył rezygnację ze stanowiska generała Zakonu Księży Sercanów.
Jedną z pierwszych decyzji nowego biskupa było podjęcie rozbudowy katedry Notre Dame w Luksemburgu, która to prowadzona była w latach 1935−1938. Czas jego urzędowania przypadł także na trudne czasy okupacji niemieckiej Luksemburga podczas II wojny światowej. Podczas tej wojny, zwłaszcza w latach 1944−1945 zniszczonych została trzecia część kościołów i kaplic w diecezji. Nigdy osobiście nie skonfrontował się z niemieckim okupantem, ponieważ obawiał się, że może to zagrozić religijnej działalności Kościoła w Luksemburgu. Jednak mimo to Kościół Katolicki w Luksemburgu był przez władze okupacyjne stopniowo i sukcesywnie wypierany z życia publicznego; rozpraszane były katolickie organizacje, zakazano katechizacji w szkołach, zniesiono klasztory, a aktywni działacze religijni byli pozbawiani wolności. Jedynie administracja diecezjalna pozostała jedyną instytucją w diecezji luksemburskiej, która pozostała nienaruszona działaniami wojennymi. 
Po wyzwoleniu Luksemburga spod okupacji niemieckiej bp Joseph Laurent Philippe oddał się odbudowie instytucji kościelnych w diecezji. Od 14 maja 1949 roku wspierany był przez biskupa-koadiutora Léona Lommela. 
Zmarł 21 października 1956 roku w wieku 79 lat.